# پاپوتس
پاپوتس (به مجاری:  Pápoc) یک شهرداری در مجارستان است که در شهرستان واش واقع شده‌است. پاپوتس ۳۱٫۳۲ کیلومتر مربع مساحت و ۳۴۰ نفر جمعیت دارد.